# Martin Baron
Martin Baron est un joueur cécifoot international français né le 25 juillet 1987 à Chambray-lès-Tours. Il évolue au poste d'attaquant au Bondy Cécifoot Club, en Seine-Saint-Denis.
Il possède une déficience visuelle, il est ingénieur en informatique.

## Carrière

### En équipe nationale
Avec les Bleus, il remporte deux fois le Championnat d'Europe en 2009 et 2011. 
Il est également finaliste des Jeux paralympiques 2012, échouant au finale face au Brésil, tenant du titre.

## Palmarès

### En équipe nationale
- France à 5
  - Vainqueur du  Championnat d'Europe en  2009 et 2011
  -  Finaliste des Jeux paralympiques en 2012
  -  Vainqueur des Jeux paralympiques en 2024

## Distinctions
- Chevalier de la Légion d'honneur (décret du 23 septembre 2024)[2]

- Chevalier de l'ordre national du Mérite (décret du 31 décembre 2012)[3]